# 12144 Einhart
12144 Einhart este un asteroid din centura principală de asteroizi.

## Descriere
12144 Einhart este un asteroid din centura principală de asteroizi. A fost descoperit pe 24 septembrie 1960 la Observatorul Palomar de Cornelis Johannes van Houten, Ingrid van Houten-Groeneveld și Tom Gehrels. Asteroidul prezintă o orbită caracterizată de o semiaxă mare de 2,88 ua, o excentricitate de 0,04 și o înclinație de 2,7° în raport cu ecliptica.